# Luke McShane

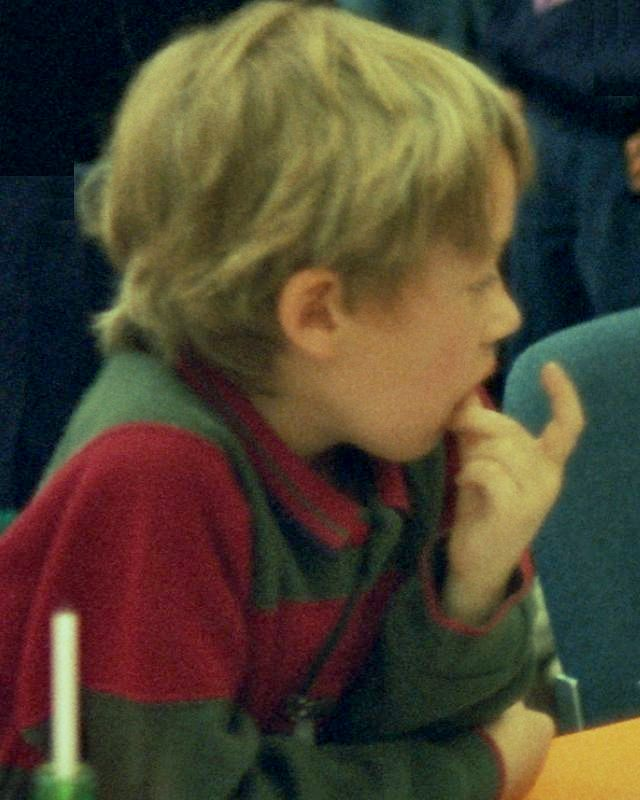
Luke McShane, Duisburg 1992

Luke McShane (ur. 7 stycznia 1984 w Londynie) – angielski szachista, arcymistrz od 2000 roku.

## Kariera szachowa
W wieku ośmiu lat zdobył tytuł mistrza świata juniorów w kategorii do 10 lat. Jako szesnastolatek został najmłodszym brytyjskim arcymistrzem w historii. W 2002 r. zdobył srebrny medal na mistrzostwach świata juniorów w Goa. Od 2003 r. brał udział w turniejach z udziałem czołowych szachistów świata. Do największych jego sukcesów należy V miejsce na turnieju w Reykjavíku, w którym wyprzedził najsilniejszego szachistę Wielkiej Brytanii Michaela Adamsa i zremisował swoje partie z Wiktorem Korcznojem i Aleksiejem Szyrowem, a także III miejsce na turnieju w Malmö, gdzie zremisował ze zwycięzcą turnieju, Wasilijem Iwanczukiem. Triumfował również w turniejach w Esbjergu (wraz z Krishnanem Sasikiranem i Aleksiejem Driejewem, turniej The North Sea Cup) oraz w drugim turnieju w Malmö. Na przełomie 2003 i 2004 r. podzielił I miejsce (wraz z Miguelem Illescasem Cordobą i Emilem Sutowskim) w Pampelunie. Również w 2004 r. zajął III miejsce w Drammen. W 2005 r. triumfował w Igualadzie, natomiast w 2006 r. zajął III miejsce w mistrzostwach Unii Europejskiej rozegranych w Liverpoolu. W 2010 r. zwyciężył w turniejach Canadian Open w Toronto oraz Remco Heite Schaaktoernooi w Wolvedze, podzielił również II miejsce (za Magnusem Carlsenem, wspólnie z Viswanathanem Anandem) w bardzo silnie obsadzonym turnieju London Chess Classic w Londynie. W 2011 r. zwyciężył (wspólnie z Davidem Navarą) w turnieju Tata Steel Chess-B w Wijk aan Zee.
Wielokrotnie reprezentował Anglię w turniejach drużynowych, m.in.:
- trzykrotnie na olimpiadach szachowych (w latach 2002, 2004, 2010)[5],
- czterokrotnie na drużynowych mistrzostwach Europy (w latach 2001, 2005, 2009, 2013)[6].

Jest trzecim w historii Anglikiem (po Michaelu Adamskie i Nigelu Shorcie), który przekroczył granicę 2700 punktów rankingowych. Najwyższy ranking w dotychczasowej karierze osiągnął 1 lipca 2012 r., z wynikiem 2713 punktów zajmował wówczas 32. miejsce na światowej liście FIDE, jednocześnie zajmując 2. miejsce (za Michaelem Adamsem) wśród angielskich szachistów.